# Punta Rassa
Punta Rassa es un lugar designado por el censo ubicado en el condado de Lee en el estado estadounidense de Florida. En el Censo de 2010 tenía una población de 1750 habitantes y una densidad poblacional de 151,12 personas por km².

## Geografía
Punta Rassa se encuentra ubicado en las coordenadas 26°29′59″N 82°0′8″O / 26.49972, -82.00222. Según la Oficina del Censo de los Estados Unidos, Punta Rassa tiene una superficie total de 11.58 km², de la cual 6.2 km² corresponden a tierra firme y (46.45%) 5.38 km² es agua.

## Demografía
Según el censo de 2010, había 1750 personas residiendo en Punta Rassa. La densidad de población era de 151,12 hab./km². De los 1750 habitantes, Punta Rassa estaba compuesto por el 98.97% blancos, el 0.86% eran afroamericanos, el 0% eran amerindios, el 0.17% eran asiáticos, el 0% eran isleños del Pacífico, el 0% eran de otras razas y el 0% pertenecían a dos o más razas. Del total de la población el 0.51% eran hispanos o latinos de cualquier raza.